# Булак (Жамбильський район)
Була́к (каз. Бұлақ) — село у складі Жамбильського району Алматинської області Казахстану. Входить до складу Дегереського сільського округу.
Населення — 129 осіб (2021; 184 у 2009, 140 у 1999, 121 у 1989).